# 2012 في التشيك
فيما يلي قوائم الأحداث التي وقعت خلال عام 2012 في التشيك.

## سياسة

### تعيين في المنصب
- 21 ديسمبر – بيتر نيكاس Minister of Defence of the Czech Republic [الإنجليزية]‏.

## رياضة
- 1 يناير – جمهورية التشيك في بطولة أمم أوروبا 2012

## وفيات

### أغسطس
- 3 أغسطس – مارتن فليشمان (مواليد 1927) كيميائي بريطاني.

### سبتمبر
- 27 سبتمبر – هربرت لوم (مواليد 1917)

### ديسمبر
- 5 ديسمبر – فيليكس واينبرغ (مواليد 1928) فيزيائي بريطاني.